# Nicolás Mejía
Nicolás Mejía (n. 11 februarie 2000, Bogotá, Columbia) este un jucător de tenis columbian. A participat la competiții asociate Jocurilor Olimpice în care a câștigat o medalie de argint.